# Anderson (cràter)
|  | No s'ha de confondre amb M. Anderson (cràter) o Andersson (cràter). |

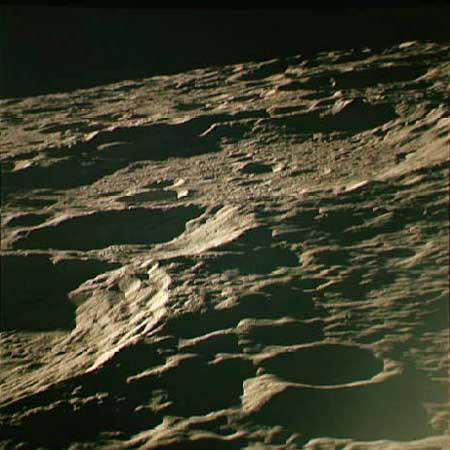
Fotografia de la missió Apol·lo 16

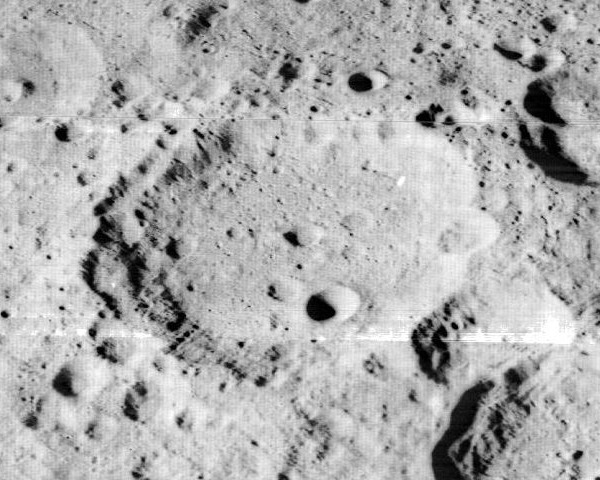
Imatge de la missió Lunar Orbiter 2

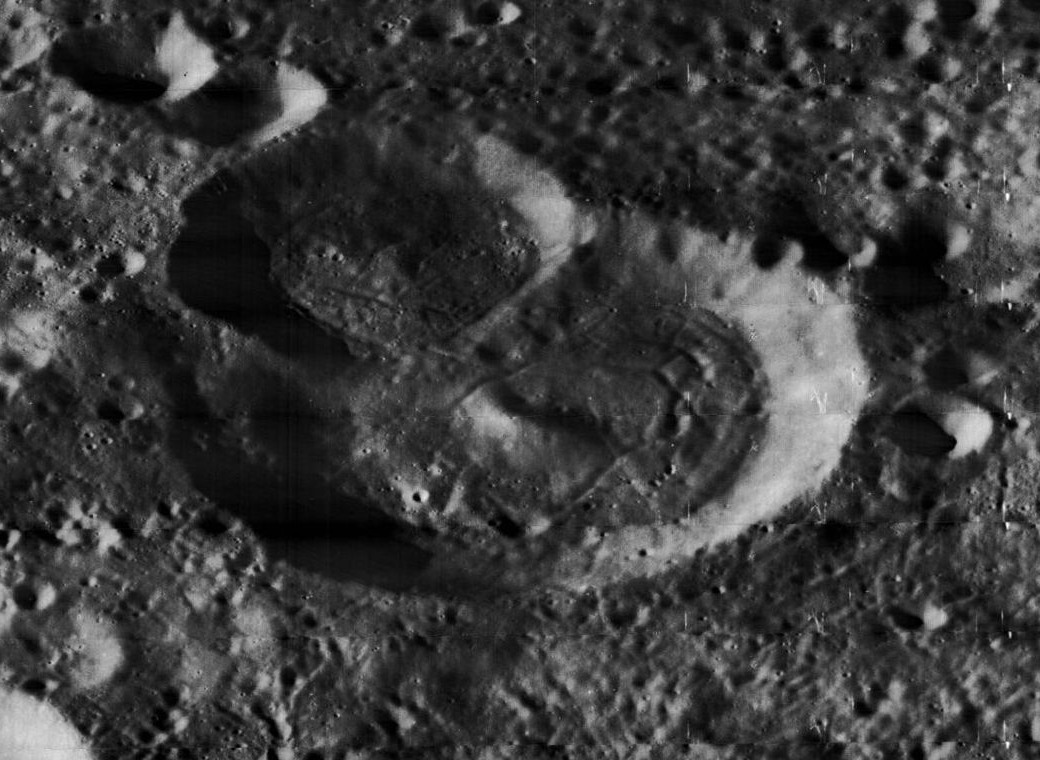
Anderson F (centre) i Anderson E (a dalt a l'esquerra)

Anderson és un cràter d'impacte pertanyent a la cara oculta de la Lluna. Es troba al nord-oest del cràter Sharonov, amb el cràter satèl·lit Sharanov X unit al bord sud-est d'Anderson. Al nord-est es troba la peculiar formació Buys-Ballot, i a l'est-sud-est es troba el cràter més gran Spencer Jones.

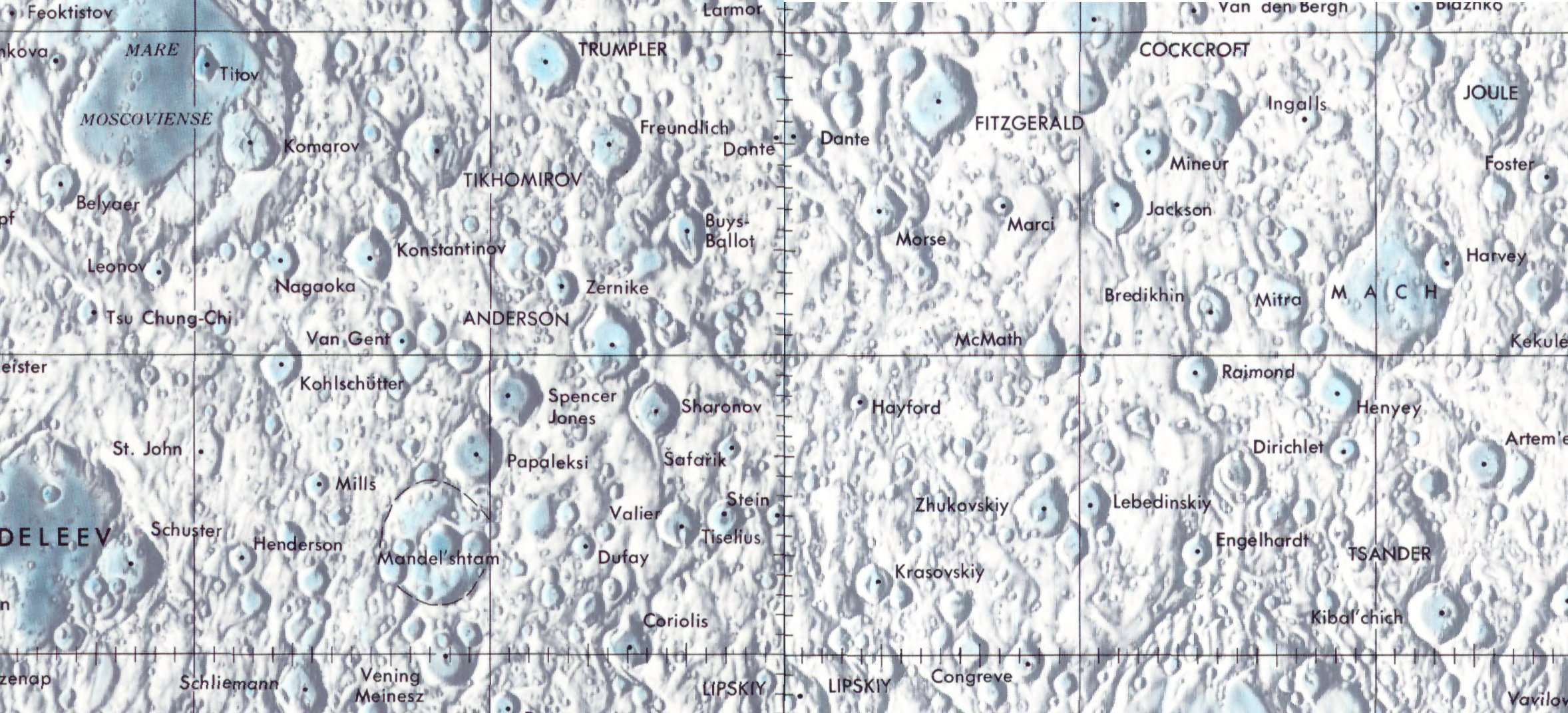
Localització d'Anderson (centre de la imatge)

La vora exterior d'Anderson està molt desgastada i erosionada. Cràters petits cobreixen les vores sud-est i sud-oest. L'interior és relativament pla, amb múltiples cràters petits que cobreixen part del sòl interior. El més prominent d'aquests és Anderson L, situat prop de la vora sud-est. Aquest cràter satèl·lit també es coneix comunament com el dit Anderson.
El cràter es troba dins de la Conca Freundlich-Sharonov.

## Cràters satèl·lit
Per convenció aquests elements són identificats en els mapes lunars posant la lletra en el costat del punt central del cràter que està més proper a Anderson.
|          | \| Anderson \| Coordenades \| Diàmetre \| \| -------- \| -------------------------------------- \| -------- \| \| E \| 16° 54′ N, 173° 24′ E / 16.9°N,173.4°E \| 28 km \| \| F \| 16° 18′ N, 173° 36′ E / 16.3°N,173.6°E \| 49 km \| \| L \| 14° 36′ N, 170° 54′ E / 14.6°N,170.9°E \| 14 km \| |          |
| Anderson | Coordenades | Diàmetre |
| E        | 16° 54′ N, 173° 24′ E / 16.9°N,173.4°E | 28 km    |
| F        | 16° 18′ N, 173° 36′ E / 16.3°N,173.6°E | 49 km    |
| L        | 14° 36′ N, 170° 54′ E / 14.6°N,170.9°E | 14 km    |